# Grande Galerie du Louvre
Grande Galerie du Louvre (tj. Velká galerie Louvru), dříve též Galerie du bord de l'eau (tj. Galerie podél vody) je část paláce Louvre. Tato 460 metrů dlouhá galerie, postavená z nařízení krále Jindřicha IV. v letech 1595-1610 původně spojovala palác Louvre s palácem Tuileries.
V budově se nachází největší výstavní sál muzea Louvre, ve kterém je umístěna velká část sbírky italských renesančních malířů.

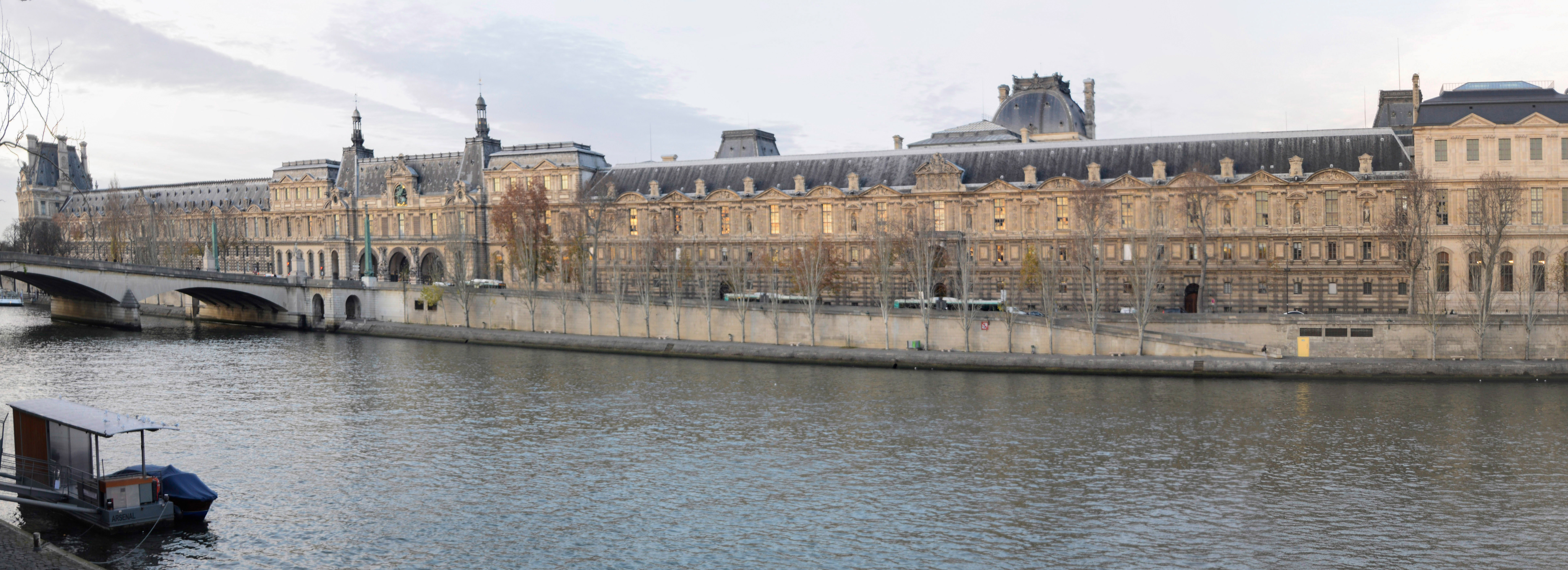
Celkový pohled na budovu podél Quai François Mitterrand.

## Historie

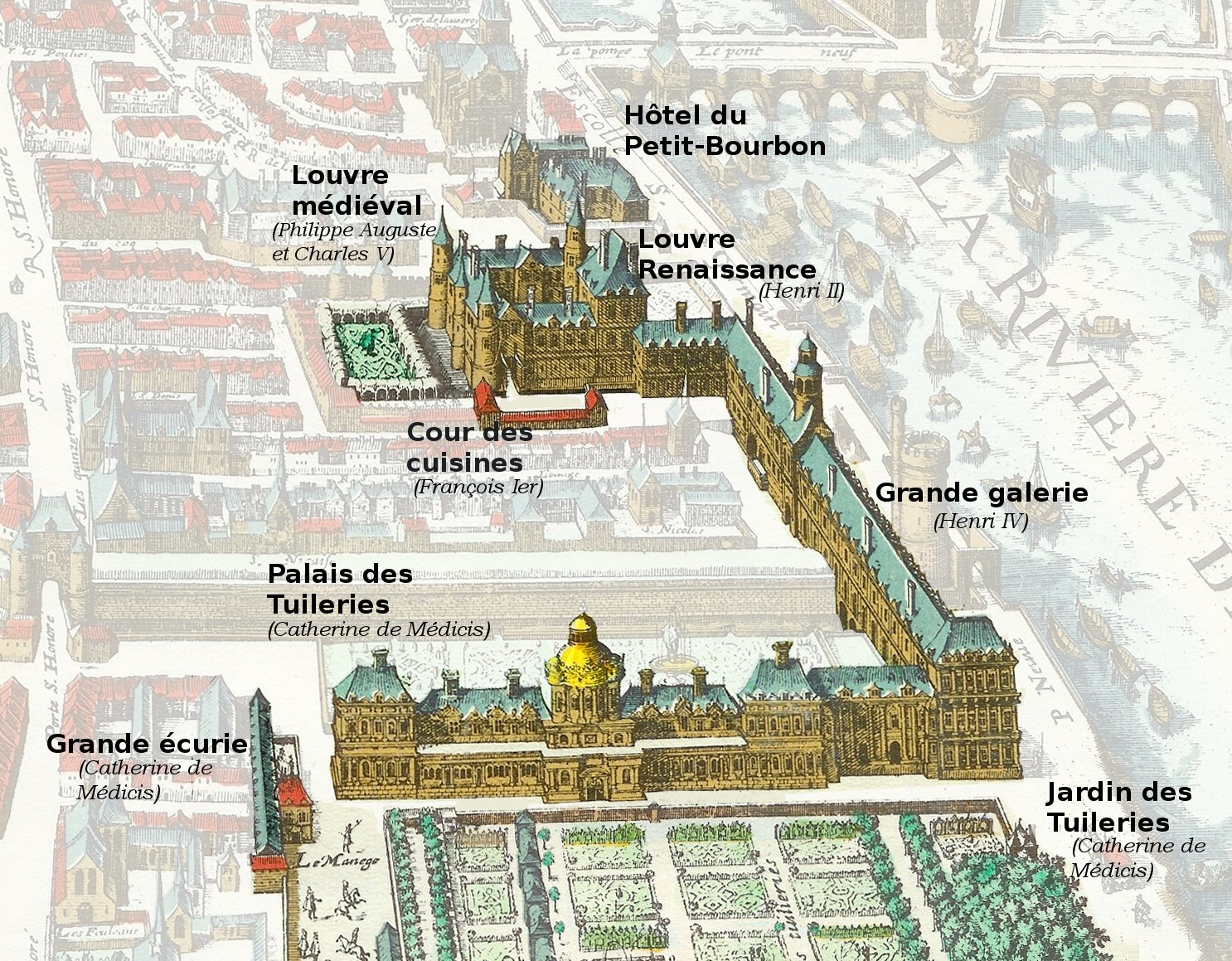
Propojené paláce Louvre a Tuileries na mapě z roku 1615.

Když se Jindřich IV. dostal k moci, dal nový impuls výstavbě Louvru ve snaze oživit ekonomiku prostřednictvím velkých městských staveb. Jeho návrh zvětšit palác Louvre a připojit jej k paláci Tuileries se nazývá Grand Dessein. V letech 1594-1610 pak vznikl ambiciózní projekt Grande Galerie spojující Louvre a Tuileries.
Autoři 450 metrů dlouhé a 13 široké stavby byli dva architekti: Louis Métezeau pro část mezi Malou galerií a tehdejšími hradbami Karla V. a Jacques II. Androuet du Cerceau pro zbývající část k paláci Tuileries. Stavební práce byly dokončeny již v roce 1600, ovšem práce na výzdobě byly přerušena smrtí Jindřicha IV. Galerie zůstala bez výzdoby až do samostatné vlády Ludvíka XIII.

### Vnitřní vybavení
V přízemí se nacházely stáje pro ustájení mnoha koní potřebných k obsluze paláce. Obchody se nacházely na severní straně, ubytování pro umělce bylo v mezipatře pod průchodem v prvním patře. Z vůle krále se galerie Louvru stala městem umělců.
V prvních letech byla horní galerie využívána jako místo pro procházky a besedy. Budoucí král Ludvík XIII. sem chodil pěšky nebo v malém kočáru taženém mastify. Vypouštěly se sem lišky, aby se budoucí král mohl věnovat lovu. Byl mu také darován dromedár orientálním velvyslancem.
Ve vstupním sále na horní galerii, jehož nedokončená výzdoba byla objednána u Nicolase Poussina, byla po celé 18. století umístěna královská sbírka reliéfních plánů opevněných měst. Myšlenka instalace královských sbírek v Grande galerie, sídle Královské akademie malířství a sochařství, dostala podobu ve druhé polovině 18. století. Činnost generálního ředitele královských staveb, hraběte Charlese Clauda Flahauta de La Billarderie a vytvoření výboru odpovědného za organizaci sbírek v roce 1784 umožnily posunout projekt kupředu. První obrazy sem byly převezeny z Versailles v roce 1785. Za Francouzské revoluce byla Velká galerie otevřena dne 10. srpna 1793 veřejnosti.
Pro svůj sňatek s Marií-Louisou Rakouskou nemohl Napoleon I. využít katedrálu Notre-Dame, protože byl rozvedený. Rozhodl se proto vybudovat kapli v Salonu Carré. Svatební průvod procházel z paláce Tuileries galerií, kde byly vystaveny obrazy zabavené v Itálii.
Za císařství architekti Charles Percier a Pierre Fontaine přerušili galerii skupinami sloupů. Během přestaveb za Druhého císařství byla zkrácena o třetinu své délky a získala prosklenou střechu a dvě rotundy zdobené štukem od Alberta-Ernesta Carrier-Belleuse.

## Galerie v umění
Malíř Hubert Robert, jmenovaný v roce 1784 strážcem králových obrazů, byl zodpovědný za studium uspořádání budoucí Velké galerie v letech 1784-1792 a poté 1795-1802. Pro Pařížský salon z roku 1796 vytvořil pohled na galerii s úpravami, které považoval za nezbytné, zejména otevřením prosklených střech umožňujících osvětlení děl. Tento obraz se nazývá Projet d'aménagement de la Grande Galerie du Louvre (Projekt rozvoje Grande Galerie du Louvre). Hubert Robert vytvořil několik dalších obrazů, jejichž námětem je Velká galerie. Projekty ohledně vybavení, popisné malby a dokonce i imaginární pohled, kde vytvořil sál v troskách.

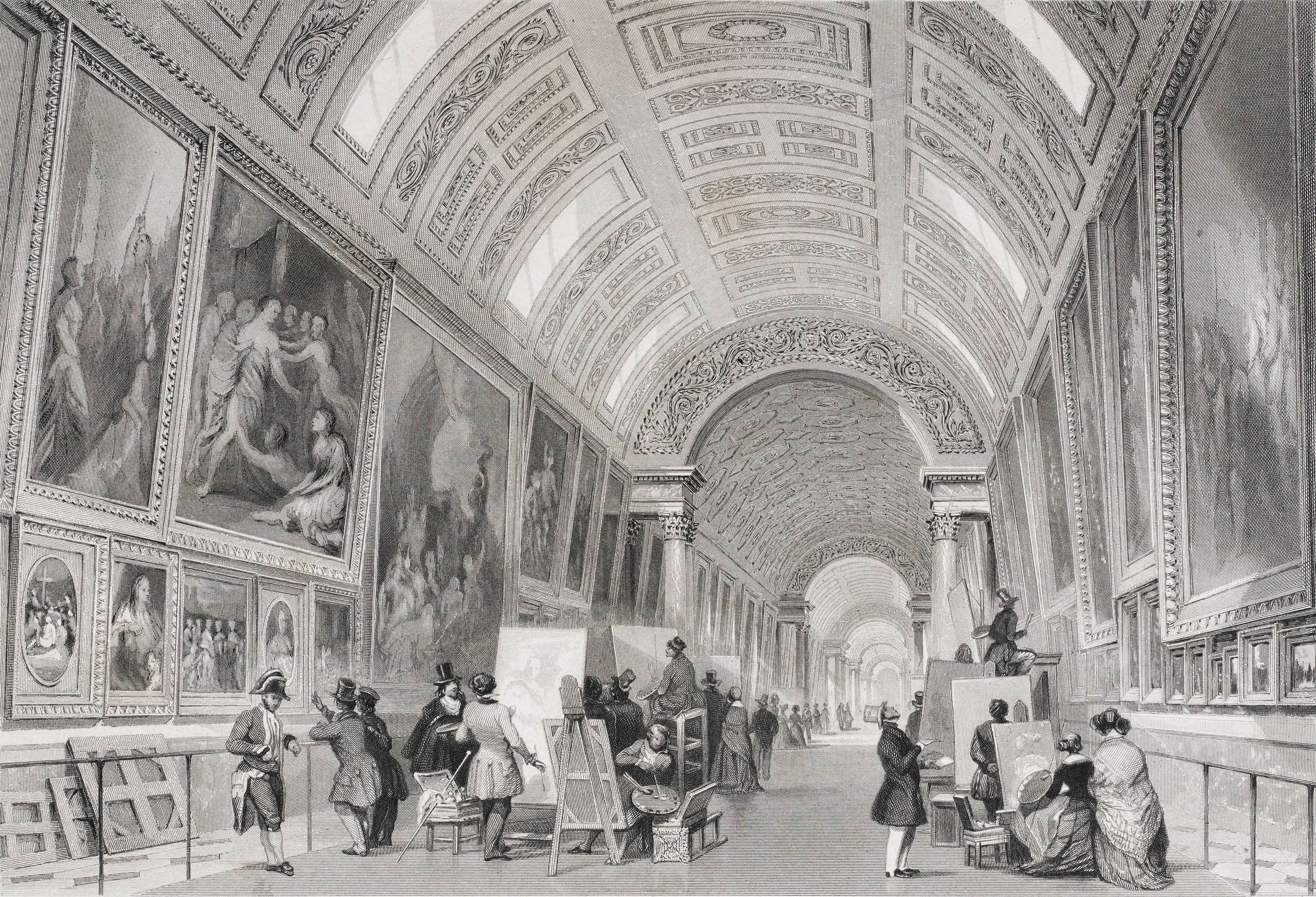
Interiér velké galerie Louvre navštěvované turisty a malíři. Rytina Thomas Allom, 1844.
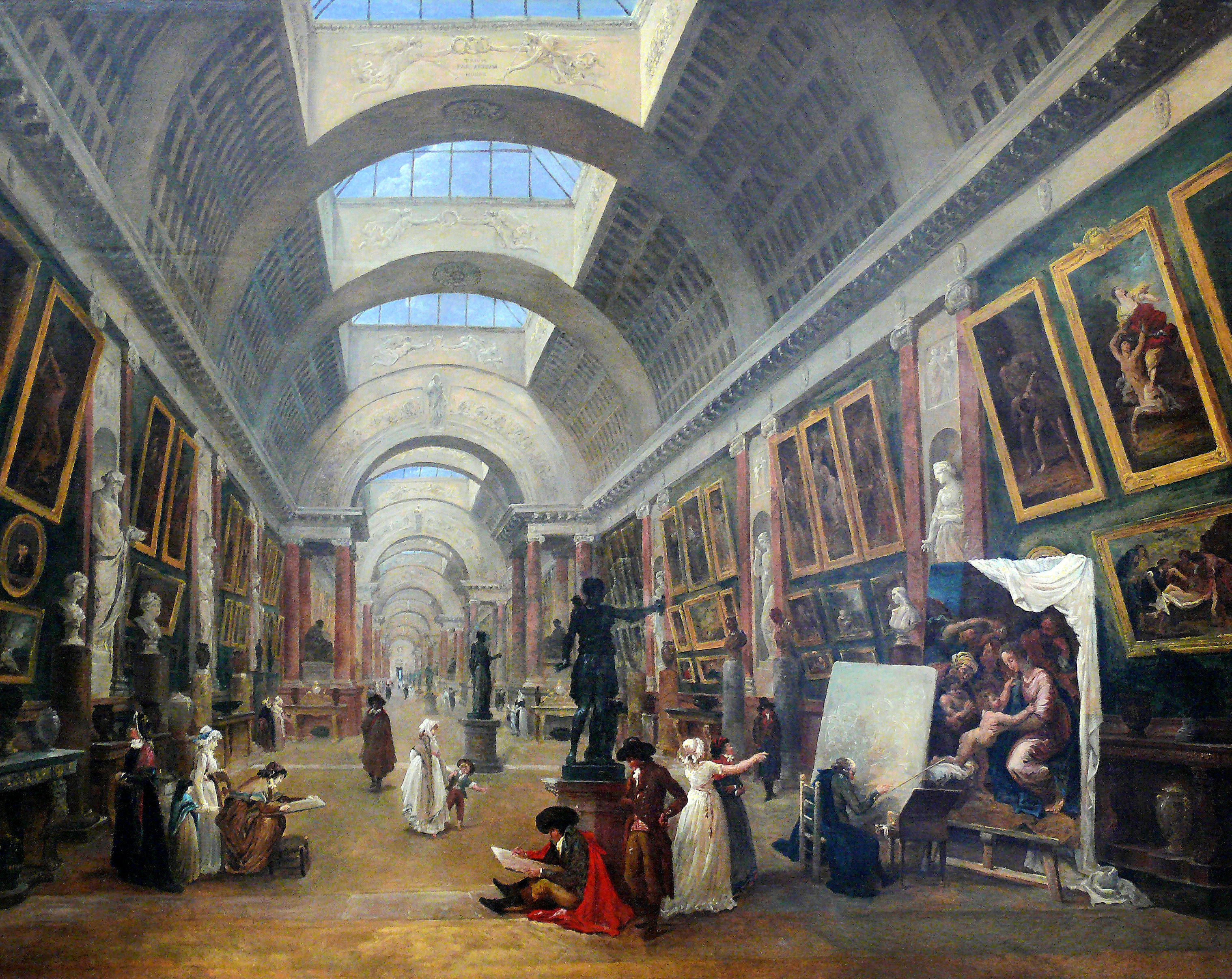
Velká galerie, Hubert Robert
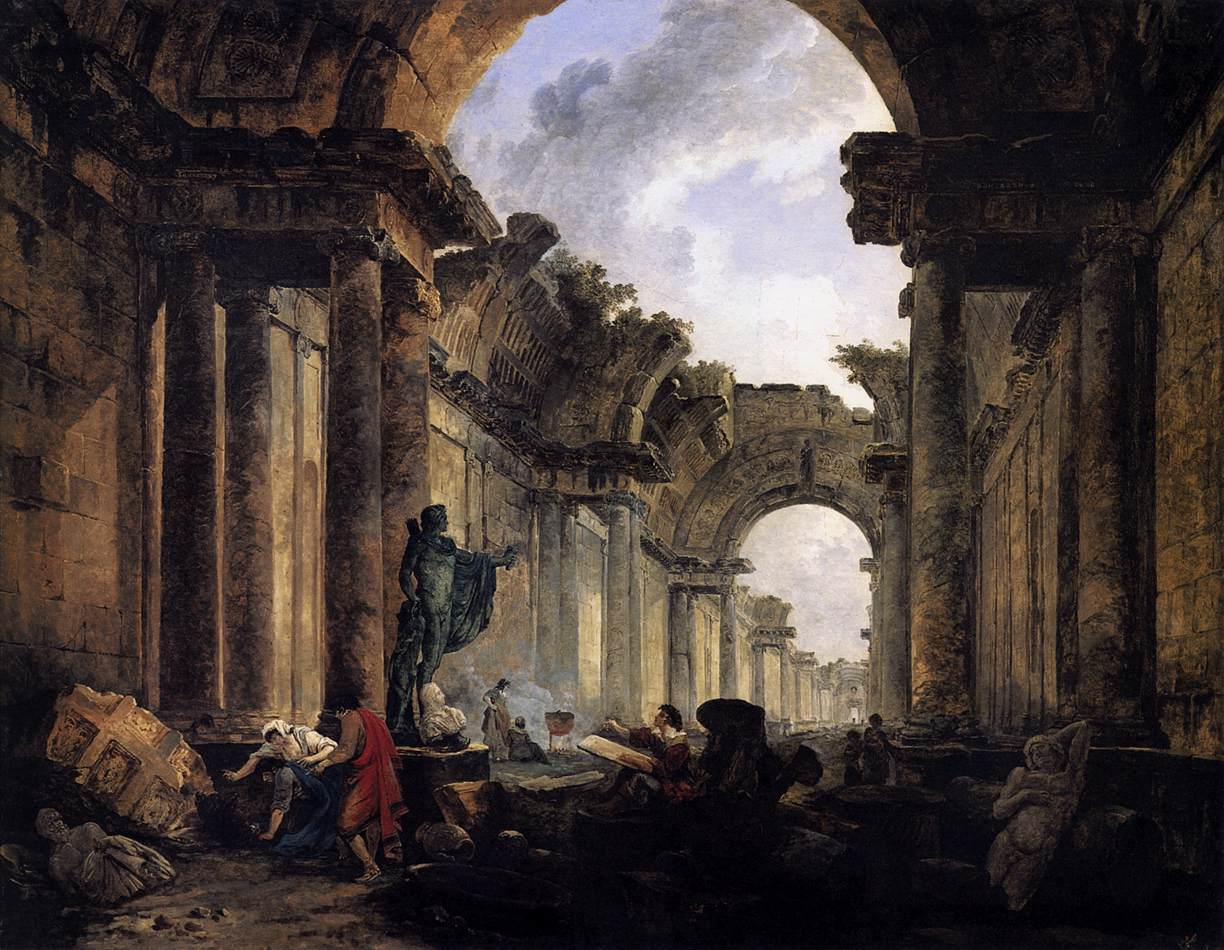
Velká galerie v troskách, Hubert Robert

Čtvrtletní zpravodajský časopis vydávaný muzeem Louvre nese název Grande Galerie.
Ve scéně z filmu Banda pro sebe z roku 1964 režiséra Jeana-Luca Godarda se hrdinové prohánějí místnostmi muzea Louvre a zejména Grande Galerie pod záminkou překonat rychlostní rekord v návštěvě Louvru za 9 minut 43 sekund. Kličkují mezi nešťastnými strážci, kteří se je marně snaží zastavit.